# Gyaling

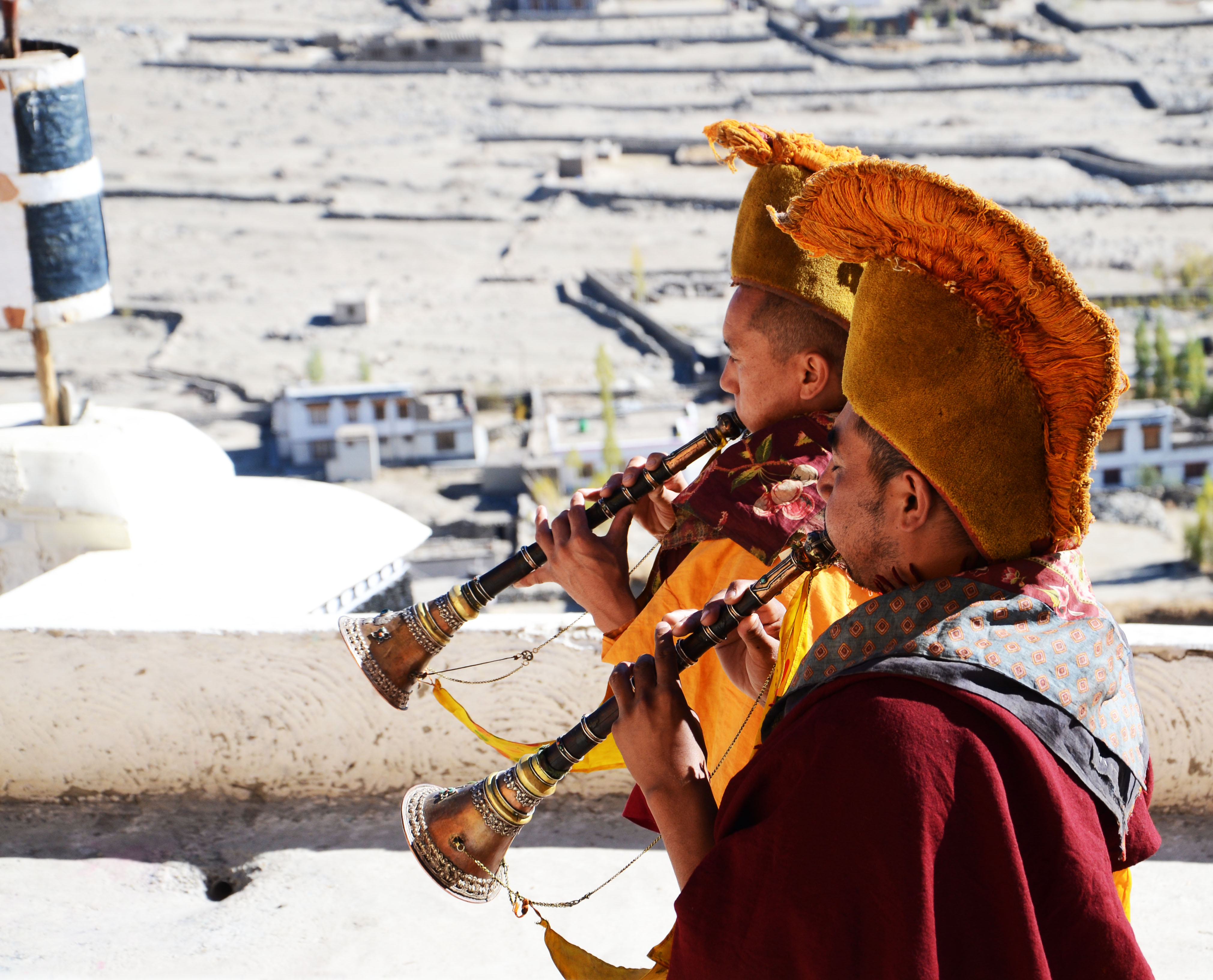
Mönche spielen gyaling, Kloster Thiksey bei Leh in Ladakh

Gyaling (auch gya ling, gya-ling, jahlin, jah-lin, jahling, jah-ling, rGya-gling) ist ein Doppelrohrblattinstrument der tibetischen Musik. Sie wird in tibetisch-buddhistischen Klöstern vor allem während der Puja, der zumeist täglich praktizierten religiösen Ehrerweisung, und zur Begrüßung von Lamas und Rinpoches gespielt.

## Herkunft und Bauform
Die gyaling zählt zu den in Asien weit verbreiteten Kegeloboen vom Typ der persischen surnai, zu dem auch die türkische zurna, die indische shehnai oder die chinesische suona gehören. Diese sind mit der europäischen Schalmei verwandt. Andere Blasinstrumente in der tibetischen Unterhaltungsmusik sind die Bambusflöte ngug-ling und die hölzerne Querflöte  tre-ling.
Die Länge der gyaling beträgt 65 bis 70 Zentimeter. Sie hat etwa acht Grifflöcher, wovon sieben gespielt werden; eines davon befindet sich an der Unterseite. Sie besteht aus einem hölzernen Melodierohr, auf das das Mundstück und der Schallbecher aus Bronze oder teilweise verchromtem Messing aufgesteckt werden.

## Spielweise
Die gyaling wird mit Zirkularatmung gespielt und produziert einen hohen, schrillen Klang. In der religiösen Ritualmusik kann sie als das führende Melodieinstrument eingesetzt werden. Bei Anrufungsritualen in tibetisch-buddhistischen Klöstern spielen Blasinstrumente immer paarweise. Neben der gyaling gehören zu einer Musikgruppe die langen Naturtrompeten (dung) aus Metall (dung chen) und Schneckenhörner (dung kar). Hinzu kommen üblicherweise die Schlaginstrumente rol-mo (gebuckelte Paarbecken), silnyen (flache Paarbecken) und die Stieltrommel chos-rnga. Im Unterschied zu den genannten Blasinstrumenten wird die gyaling auch in der weltlichen Musik bei festlichen Anlässen gespielt.